# 朝霧一花
朝霧 一花（あさぎり いちか、1972年12月3日 - ）は、日本の元AV女優。東京都出身。
身長:155cm。スリーサイズ:B90(Fカップ)・W64・H89cm。

## 略歴
- 2011年2月末に、MARIA/エマニエルより『叔母の秘密』でAVデビューした。2012年8月31日に自らのブログで引退を表明した。

## 人物
- 趣味：洗濯

## 出演作品
2011年
- 叔母の秘密（4月19日、MARIA/エマニエル）
- 義母さんの勝負下着（5月19日、タカラ映像）
- 近親相姦中出し親子（5月26日、センタービレッジ）
- 近親相姦 母のあやまち（5月29日、小林興業）
- ラブホに泊まった母と子（6月2日、タカラ映像）
- 友達の母親-最終章-（6月9日、センタービレッジ）
- 中出し近親相姦 全裸親子（6月16日、センタービレッジ）
- 彼女のお母さん（6月25日、マドンナ）
- 爆尻妻（6月30日、センタービレッジ）
- 人妻鑑賞倶楽部（7月13日、溜池ゴロー）
- 義父の嫁虐り（7月20日、スターパラダイス）
- コントローラーは母に効く（7月21日、タカラ映像）
- お宅の息子さん早漏じゃありませんわよ。（7月25日、マドンナ）
- 初めての浮気現場 6（8月12日、クリスタル映像）共演:藤川美麗、新庄小百合、湯島圭子、津村美那子
- となりの奥さんはおっとりボイン （8月25日、マドンナ）
- 爆乳マダム ムスコ溺愛記2 いちか Gカップ92cm（10月7日、クリスタル映像）
- 禁断近親介護 義父と息子と交尾する美人妻 3（10月15日、ジャネス）
- 発情美熟女おもらし潮吹き過激露出！！ ～巨乳美熟女2人組アオ姦乱交ハメ狂い！！～（10月15日、婦人社/エマニエル）共演:蒼乃幸恵
- 中出し肉奴隷になった四十路美人妻！～借金地獄の果てに、暴辱され続ける熟れた女体！！～（11月1日、熟女塾/エマニエル）
- 近親相姦 ご近所母親物語 うちの子がやっぱり一番よ!!（11月7日、マドンナ）共演:沢村麻耶、楢崎かほり
- 夫の前で犯されて… 3（11月15日、ジャネス）
- 裸の母（11月25日、プラネットプラス）
- 爆乳女社長 若手社員に嫌という程パワハラ性感 3（12月5日、クイーンダム）
- 禁断愛 熟女とロリッ娘 2（12月15日、ジャネス）共演:星ヰいちご

2012年
- フェラ三昧 人妻・熟女編 19人240分（1月1日、プラネットプラス）共演:友田真希、荒木瞳
- 貴方だけに見せつける!!艶女レズ職人女優の絶対にヌケる一本!!（1月1日、Emanuelle）共演:結城みさ、浅倉彩音、星優乃、蒼乃幸恵、細川まり、川上ゆう、風間ゆみ
- 朝霧一花でござひます。4時間（1月19日、タカラ映像）
- 潮吹き乱れ妻（1月28日、ドリームステージ）共演:中川梨々香
- 接吻女装レズ オンナになって女とキスをする。唾液まみれの絡み合うベロとベロ（2月20日、なでしこ）共演:相田ゆりあ、みづなれい、吉岡奈緒、相咲ミサ、相咲マユ、白井仁美、生田沙織
- 四十路美人巨乳妻家庭教師 性の誘い ～勉強を頑張ったボクに先生は、オッパイで、お尻で、オマンコで御褒美をくれた。～（3月1日、婦人社/エマニエル）
- 熟ズボッ！ あわてないでッ 思う存分入れさせてあげるから！いやらしすぎる美巨乳熟女スペシャル（3月23日、アテナ映像）共演:いずみ麗、美里このみ、流川ユリア、叶あん
- 伊織涼子に百戦錬磨の淫語を囁かれながら朝霧一花の熟エロボディーに溺れる気持ち良すぎる3Pセックス（4月25日、アロマ企画）共演:伊織涼子
- 巨乳ママさんバレー部合宿 2（5月3日、グローリークエスト）
- 兄嫁は僕のモノ（5月11日、ケイ・エム・プロデュース）
- 美人妻を両手拘束して強制フェラチオ（5月15日、ジャネス）共演:蒼乃幸恵、桐岡さつき、本庄瞳、観月由奈
- 妻のエロ過ぎ姉妹たち（5月25日、レディース・ルーム）共演:結城みさ、大隈恵令奈
- 野外屋外露出おもらし潮吹き爆乳熟女 G～Iカップ美熟女全裸露出 濃密汗だく性交 潮吹き不倫の旅路（7月19日、婦人社/エマニエル）共演:長澤あずさ、蒼乃幸恵
- 僕の母親を抱かせてやるから、君の母さんをヤラせてくれ。（8月16日、タカラ映像）
- 夢の美熟女回春エステサロン 2（9月14日、ケイ・エム・プロデュース）共演:松田早紀、堀口奈津美、夏樹カオル、有沢実紗
- 女が女を犯すとき…。2（10月13日、U＆K）共演:あすか光希、柳田やよい、石川しずか、真中陶子、柴咲ゆうり、星野ひとみ
- 尼僧レズビアン（11月13日、U＆K）共演:星野ひとみ、柴咲ゆうり